# Bok, Gryteskog

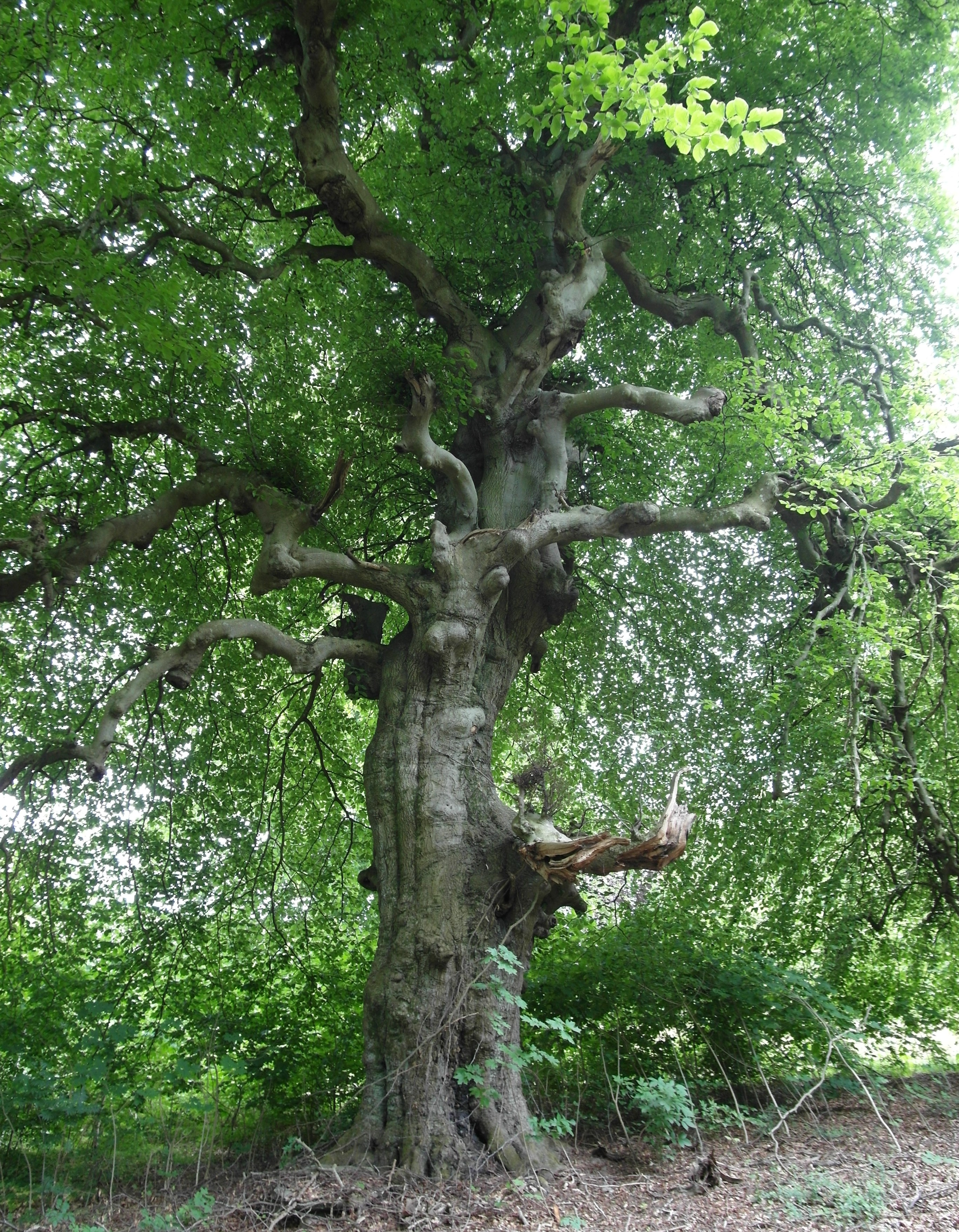
Boken i Gryteskog.

Boken i Gryteskog (Bok, Gryteskog) är ett naturminne i anslutning till Gryteskogs naturreservat i Lunds kommun. Vresboken fridlystes 1946 på initiativ av Skånes naturskyddsförening och beskrevs som "ett av Skånes vackraste träd". Den uppskattas vara 400 år gammal.
Vid en mätning år 1920 hade trädet  en omkrets på 3,97 meter i brösthöjd och år 2004 hade omkretsen ökat till 4,97 meter. Området under och runt boken skall röjas så att den framstår som en solitär och i  skötselplanen från 2012 diskuterar man att eventuellt begränsa några träd som står för nära och skuggar för boken.